# Gediz (district)
Gediz is een Turks district in de provincie Kütahya en telt 54.259 inwoners (2007). Het district heeft een oppervlakte van 1.441,52 km².
De bevolkingsontwikkeling van het district is weergegeven in onderstaande tabel.
| 1997   | 2000   | 2007   |
| ------ | ------ | ------ |
| 77.601 | 77.483 | 54.259 |